# Restigné
 Restigné  es una población y comuna francesa, situada en la región de  Centro, departamento de Indre y Loira, en el distrito de Chinon y cantón de Bourgueil.

## Demografía
| 1386 | 1302 | 1198 | 1210 | 1187 | 1225 |
| Para los censos de 1962 a 1999 la población legal corresponde a la población sin duplicidades (Fuente: INSEE [Consultar]) |      |      |      |      |      |